# Maloselețke, Orjîțea
Maloselețke (în ucraineană Малоселецьке) este un sat în comuna Velîkoselețke din raionul Orjîțea, regiunea Poltava, Ucraina.

## Demografie
Componența lingvistică a localității Maloselețke
     Ucraineană (96,5%)
     Rusă (3,5%)
Conform recensământului din 2001, majoritatea populației localității Maloselețke era vorbitoare de ucraineană (96,5%), existând în minoritate și vorbitori de rusă (3,5%).